# NK Iskra Bugojno
El NK Iskra Bugojno es un equipo de fútbol de Bosnia y Herzegovina que juega en la Segunda Liga de la Federación de Bosnia y Herzegovina, una de las ligas que conforman la tercera división de fútbol en el país.

## Historia
Fue fundado en el año 1946 en la ciudad de Bugojno y durante el periodo de Yugoslavia llegó a jugar en la Primera Liga de Yugoslavia por primera y única vez en la temporada 1984/85,  descendiendo en esa temporada a la Segunda Liga de Yugoslavia.
Con la caída de Yugoslavia el club participa en el fútbol de Bosnia y Herzegovina, en donde llega a jugar en la Liga Premier de Bosnia y Herzegovina por primera vez en la temporada 1998/99 luego de lograr en ascenso en la temporada anterior.

## Palmarés
- Primera Liga de la Federación de Bosnia y Herzegovina: 1

1997/98
- Segunda Liga de Yugoslavia: 1

1982/83